# ثابت تفكك الحمض

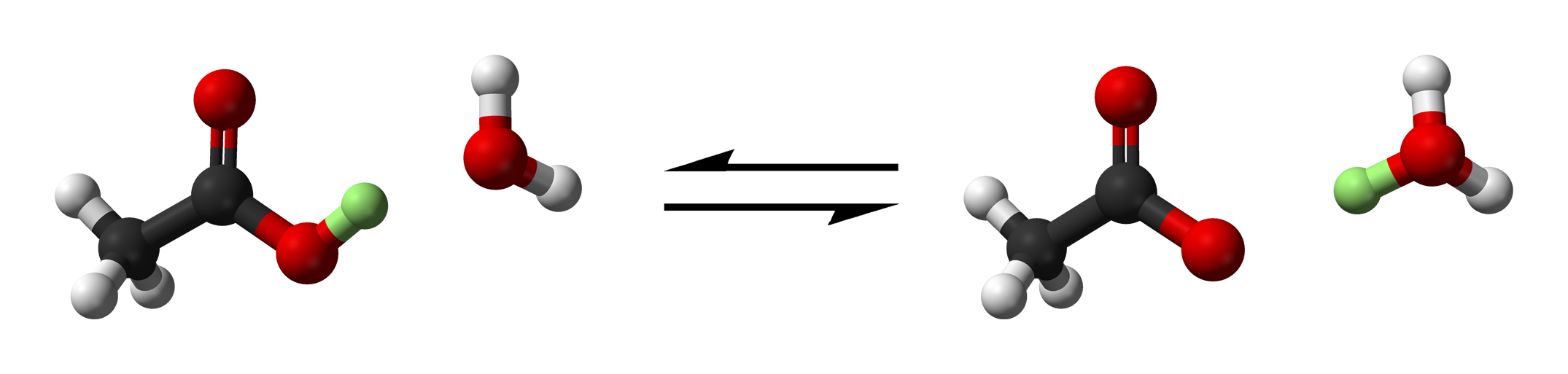
حمض الخليك، وهو حمض ضعيف، يعطي بروتونا (أيون الهيدروجين (أخضر)) عند ذوبانه في الماء في تفاعل متوازن ليعطي شاردة الخلات وشاردة الهيدرونيوم. في النموذج: الأحمر أكسجين، والأسود: كربون، والأبيض: هيدروجين.

ثابت تفكك الحمض (يعرف أيضا باسم ثابت الحموضة، أو ثابت تأين الحمض) وهو مقياس لقوة الحمض في محلول يرمز له بالرمز Ka. وهو ثابت التوازن للتفاعل الكيميائي المعروف باسم تفكك في سياق تفاعلات حمض-قلوي.
يمكن كتابة التوازن على النحو التالي:
{\displaystyle \mathrm {HA+H_{2}O\ \rightleftharpoons \ H_{3}O^{+}+A^{-}} }.
حيث:
HA جزيئ حمضي-قاعدي، يعطي بروتونا H+ عند إذابته في الماء وينفصل أيون A-

وبصفة عامة ينطبق تعريف برونستيد أيضا على أي مذيب غير الماء. وتنطبق المعادلة:
{\displaystyle \mathrm {HA+Y\ \rightleftharpoons \ HY^{+}+A^{-}} }
على أي مذيب Y يقبل أيون الهيدروجين.
Ks تعني ثابت التوازن لهذا التفاعل ويعين بالتالي قوة الحمض. وكلما زادت قوة الحمض كلما زاد سير التفاعل من اليسار إلى اليمين، أي يتزايد التركيزان [HY+] und [A−].
ويمثل ثابت التوازن عادة بسالب اللوغاريتم العشري pKa ، حيث تعني a هنا اختصارا للكلمة الإنجليزية
acid = حمض. أي كلما قلت
pKa تزداد قوة الحمض.

## استنباط ثابت التوازن
تستنبط قوة الحمض كثابت توازن التفاعل الكيميائي من طاقة جيبس الحرة
G (والتي تسمى أيضا الإنثالبي الحر). فإذا عرفنا G ينطبق ثابت التوازن Kth للتفاعل الكيميائي:
{\displaystyle K_{th}=e^{-{\frac {\Delta G}{R\cdot T}}}}
حيث:
R ثابت الغازات العام،
T درجة الحرارة،
e عدد أويلر.
وهذه المعادلة تبين أيضا العلاقة بين ثابت الحمض ودرجة الحرارة بالكلفن.
وتعرف {\displaystyle K_{th}} كنتيجة للفاعلية الكيميائية وليس لها وحدات. وعند اهمال تأثيرات عملية الخلط فتنطبق المعادلة:
{\displaystyle a_{i}=c_{i}/c_{i,{\text{ref}}}}.
وينطبق هذه المعادلة على تركيز في حدود 1 مليمول/لتر. ويمكن صياغة معادلة ثابت التوازن عن طريق استخدام التركيز أو استخدام الفاعلية ولكن ثابت التوازن تتغير قيمته. وفي معظم الأحوال نستخدم التركيز لحساب ثابت التوازن.

## تفاعل حمض وقاعدة
{مقالة رئيسية:تفاعل حمض-قاعدة}
يتم التفاعل الآتي بين حمض HA
و قاعدة A− في محلول مائي ويحدث التوازن الكيميائي:
{\displaystyle \mathrm {HA+H_{2}O\ \rightleftharpoons \ H_{3}O^{+}+A^{-}} }

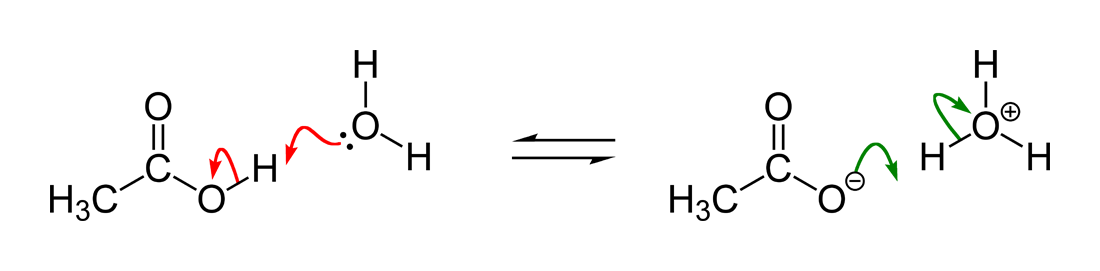
تفاعل حمض الخليك مع الماء.ينفصل بروتونا من جزيئ حمض الخليك (فيصبح سالبا الشحنة) وينضم إلى جزيئ ماء (ويصبح الجزيئ موجب الشحنة). وهذا هو تفكك.

وطبقا ل قانون فاعلية الكتلة يتعين توازن التفاعل من اليسار إلى اليمين ومن اليمين إلى اليسار بثابت التوازن K:
{\displaystyle {\frac {c(\mathrm {H} _{3}\mathrm {O} ^{+})\cdot c(\mathrm {A} ^{-})}{c(\mathrm {HA} )\cdot c(\mathrm {H} _{2}\mathrm {O} )}}=K}
ونظرا لثبات تركيز الماء (c(H2O
خلال التفاعل فيمكن ضم (c(H2O في الثابت K :
{\displaystyle K_{\mathrm {a} }={\frac {c(\mathrm {H} _{3}\mathrm {O} ^{+})\cdot c(\mathrm {A} ^{-})}{c(\mathrm {HA} )}}}
وغالبا نعطي Ka, باللوغاريتم العشري السالب:
{\displaystyle \mathrm {p} K_{\mathrm {a} }=-\lg \left(K_{\mathrm {a} }\cdot 1\mathrm {\frac {l}{mol}} \right)=-\lg \left({\frac {c(\mathrm {H} _{3}\mathrm {O} ^{+})\cdot c(\mathrm {A} ^{-})}{c(\mathrm {HA} )}}\cdot 1\mathrm {\frac {l}{mol}} \right)}
فكلما صغرت قيمة pKa زادت قوة الحمض. فمثلا يتميز حمض النتريك (HNO3
بدرجة تفكك تصل إلى 96% عندما يكون تركيزه 1 مول/لتر ويكون ثابت الحمض pKa = -1.32، وحمض الخليك (وهو يعتبر من الأحماض الضعيفة) نسبة تفككه 4.0 % عند التركيز 1 مول/لتر وتكون pKa مساوية 4.75.
بالنسبة للماء عند 25 درجة مئوية يوجد في 1 لتر عدد من الجزيئات تعادل 10−7 مول تكون مفككة، ويبلغ ثابتها الحمضي pKa = 15,74.

## ثابت القاعدية
كما يوجد ثابت للقواعد (pKb-value).
كلما انخفضت قيمة pKb زادت شراهة القاعدة على اكتساب بروتونات. وعن طريق حساب pKa يمكننا حساب ثابت القاعدة:
ويمكن حساب ثابت القاعدة (pKb-value) من ثابت الحمض pKa الذي يؤول إليه، حيث أن مجموعها يساوي 14:
{\displaystyle \mathrm {p} K_{\mathrm {a} }+\mathrm {p} K_{\mathrm {b} }=\mathrm {p} K_{\mathrm {W} }=14\ }  
{\displaystyle \mathrm {p} K_{\mathrm {b} }=-\lg K_{\mathrm {b} }\ }.
وينطبق ذلك على الحالة المعتادة للضغط ودرجة الحرارة.

## قوة الحمض
تقترن خاصية مادة في تفاعلها كحمض بقدرتها على إعطاء أحد أيوناتها الهيدروجينة (بروتون) (H+) إلى شريكها في التفاعل. وتقدر «قوة حمض» بزيادة تلك القدرة. ولكن هذا يعتمد أيضا على مقدرة المادة المشتركة في التفاعل على «اكتساب البروتون». فإذا أردنا مقارنة الأحماض وبعضها البعض فلا بد من استخدام مرجع للتفاعل معه. وفي العادة نأخذ الماء كهذا المرجع نظرا لدخوله في تفاعلات كثيرة عمليا حيث يعمل أيضا كمذيب. ويحدث تفاعل حمض HA مع الماء كالآتي:
{\displaystyle \mathrm {1)\ HA+H_{2}O\ \rightleftharpoons \ H_{3}O^{+}+A^{-}} \,}
وينشأ سريعا توازن في هذا التفاعل. وهنا يستطيع كل من HA و H3O+ إعطاء بروتون إلى شريك ثالث في التفاعل، ولهذا نعتبر كل منهما حمضا. أما
H2O و A− فيمكنهما اكتساب بروتون، ولذلك نسميهما قاعدتين. وعندما نفترض اهمال الماء و H3O+ يتبقى HA و A−. ونظرا لأن التوازن في هذا التفاعل معتمدا على التركيز، فتعتمد قوة HA لأن تكون حمضية على قوة A−, أن يكون قاعديا.
فإذا كانت قوة HA على إعطاء بروتونا كبيرة وكانت قوة A− صغيرة لاكتساب بروتونا فإننا نسمي HA «حمضا قويا». في تلك الحالة يسير التفاعل إلى اليمين ويقف عند التوازن طبقا للمعادلة (1).
أما إذا كانت كلتاى مادتي التفاعل ذات قدرة عالية أو قدرة منخفضة، فنجد أن الحمض HA يكون «حمضا ضعيفا». في تلك الحالتين يقف التوازن طبقا للمعادلة (1) عند الناحية اليسرى.
يكون ثابت الحمض  (pKa-value) عددا بلا وحدات وهي مقياس لقوة حمض. وتكون «الحمضية» أكبر كلما قلّت قيمة
pKa. وتكون قيمة
pKa
مساوية عدديا لقيمة pH-value عندما يكون تركيز كل من HA و A− متساويتين
طبقا للمعادلة (1).
في المحاليل المائية تتميز الأحماض القوية بقوة كبيرة على إضافة بروتون والقاعدة القوية بقوة كبيرة على نزع بروتون مكونة H3O+ وبالتالي OH−. بهذا فلا نجد اختلافا في قوة الحمض بين حمض الهيدروكلوريك وحمض البركلوريد في الماء في قيمة pH.
وبغرض مقارنة قوة الأحماض بعضها البعض فإننا نقوم أيضا بتعيين توازنها الكيميائي في محاليل غير الماء.
ومن خواص الماء الفريدة أنه يمكنه التفاعل كحمض وكذلك كقاعدة:
{\displaystyle \mathrm {2)\ H_{2}O+H_{2}O\ \rightleftharpoons \ H_{3}O^{+}+OH^{-}} }

## اقرأ أيضا
- ثابت انحلال
- ثابت تفكك القاعدة
- وضع بروتون
- نزع بروتون
- حمض الكبريتيك
- حمض الكربونيك
- كربونات
- بيكربونات